# Tatăl fantomă
Tatăl fantomă este un film românesc din 2011 regizat de Lucian Georgescu. Rolurile principale au fost interpretate de actorii Marcel Iureș, Mihaela Sîrbu.

## Prezentare
Comedie dulce-amară, filmul spune o dublă poveste de dragoste: pe de o parte cea dintre un american (Marcel Iureș) reîntors în țara natală a tatălui său – gangster din Chicago în clanul Siegel-Lanski, element autobiografic al autorului Barry Gifford – și Tania (Mihaela Sîrbu) și, pe de altă parte, dragostea pentru cinematograful de altădată, nomad, popular, naiv și generos.

## Distribuție
Distribuția filmului este alcătuită din:
- Ionela Emilia Mocanu — Prietena lui Vitalie
- Emilia Dobrin — Femeia din Siret
- Iosif Paștina — Robert copil
- Ana Popescu — Esther Grinberg
- Ioan Chelaru — Fotograful
- Marcel Iureș — Robert Traum
- Adriana Butoi — Sara Traum
- Vanina Pîrșan — Guvernanta
- Marcello Cobzariu — Vladimir
- Mariana Mihuț — Mătușa Florica
- Bujor Macrin — Omul misterios
- Anca Ruxandra Firan — Studenta
- Mimi Brănescu — Alex
- Elena Andreescu — Penthesilea
- Ioan Grosu — Nathan Grinberg
- Iosif Zainea — Rudolf
- Valer Dellakeza — Sami
- Vitalie Bantaș — Vitalie
- Nicodim Ungureanu — Recepționerul
- Mihai Constantin — Primarul Codrescu
- Maria Teslaru — Oana Kopelman
- Maria Alexandra Coman — Micuța Tanya
- Iosua Zainea — Samuel
- Barry Gifford — Jack
- Șerban Pavlu — Solomon Traum
- Mirela Oprișor — Femeia din Italia
- Andrei Aradits — Rakoczi
- Mihaela Sîrbu — Tanya
- Victor Rebengiuc — Unchiul Petre
- David Zainea — Micul Sami
- Csutak Reka — Femeia din Budapesta
- Peter Klauss — Prietenul lui Rakoczi

## Primire
Filmul a fost vizionat de 9.995 de spectatori în cinematografele din România, după cum atestă o situație a numărului de spectatori înregistrat de filmele românești de la data premierei și până la data de 31 decembrie 2014 alcătuită de Centrul Național al Cinematografiei.